# Microdymasius subvestitus
Microdymasius subvestitus là một loài bọ cánh cứng trong họ Cerambycidae.